# Xã Kanabec, Quận Kanabec, Minnesota
Xã Kanabec (tiếng Anh: Kanabec Township) là một xã thuộc quận Kanabec, tiểu bang Minnesota, Hoa Kỳ. Năm 2010, dân số của xã này là 943 người.